# کیرستن ایمری
کیرستن ایمری (انگلیسی: Kirsten Imrie؛ زاده ۲۶ اکتبر ۱۹۶۷) یک مانکن است. 